# Błonnik

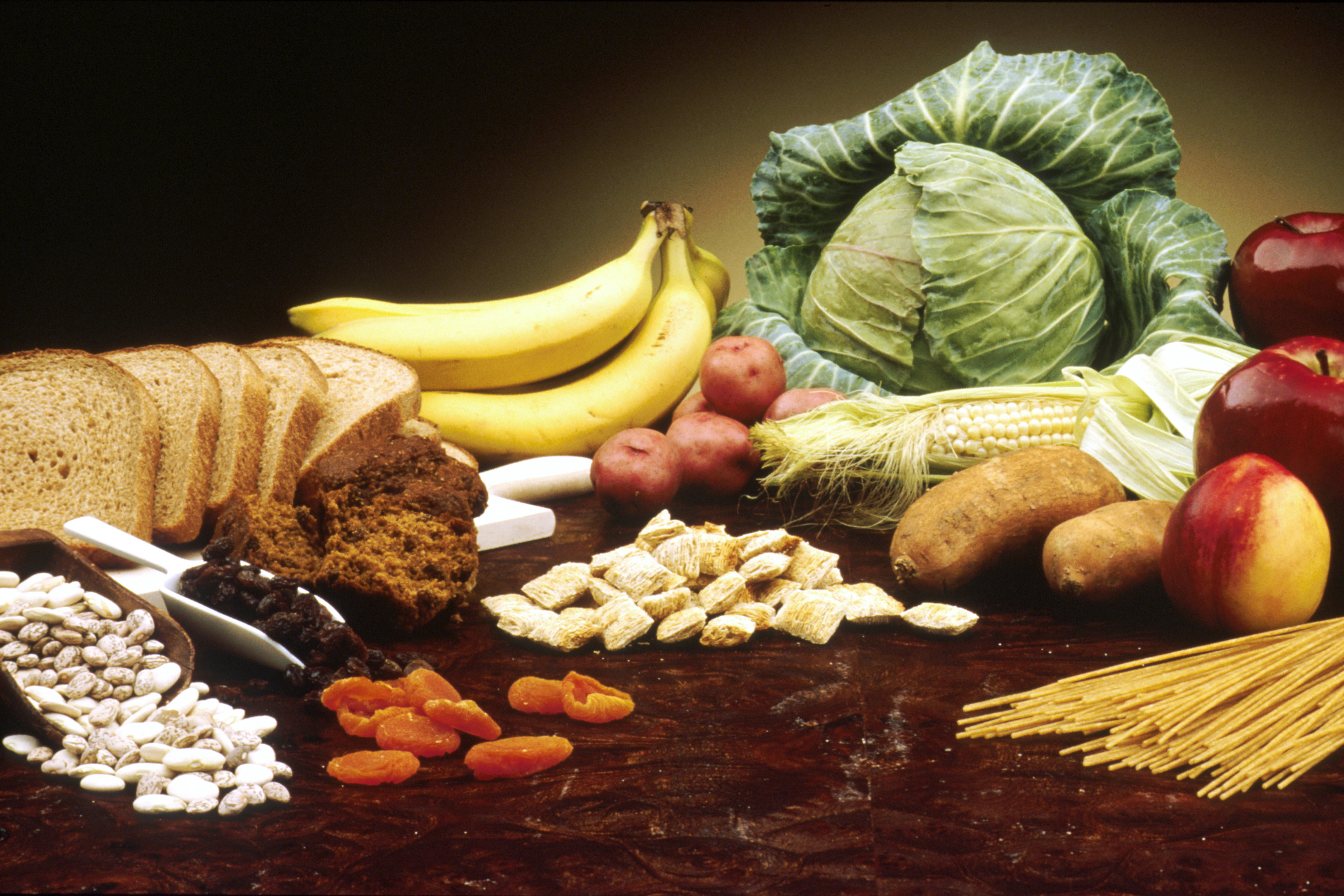
Produkty spożywcze bogate w błonnik: warzywa, owoce oraz produkty zbożowe

Błonnik (błonnik pokarmowy, włókno pokarmowe) – różnorodne substancje, zazwyczaj pochodzenia roślinnego nieulegające trawieniu przez enzymy przewodu pokarmowego człowieka oraz zwierząt monogastrycznych. Jest to mieszanina substancji o charakterze polisacharydowym (celuloza, hemicelulozy, pektyny, gumy, śluzy) i niepolisacharydowym (ligniny, kutyny). Spożycie błonnika ma znaczenie dla funkcjonowania przewodu pokarmowego.
| Zawartość błonnika w 100g    | rozpuszczalny | nierozpuszczalny |
| ---------------------------- | ------------- | ---------------- |
| Chleb pszenny                | 1,02          | 0,53             |
| Chleb orkiszowy              | 1,62          | 2,84             |
| Chleb pszenny pełnoziarnisty | 1,51          | 5,21             |
| Tortilla kukurydziana        | 1,11          | 4,39             |
| Ryż brązowy                  | 0,44          | 2,89             |
| Ryż biały                    | –             | 0,34             |
| Owsianka                     | 0,42          | 1,23             |
| Spaghetti                    | 0,54          | 1,33             |
| Jabłko                       | 0,67          | 1,54             |
| Awokado                      | 2,03          | 3,51             |
| Banan                        | 0,58          | 1,21             |
| Winogrona                    | 0,24          | 0,36             |
| Pomarańcza                   | 1,37          | 0,99             |
| Brzoskwinia                  | 1,31          | 1,54             |
| Śliwka                       | 1,12          | 1,76             |
| Suszone śliwki               | 4,50          | 3,63             |
| Rodzynki                     | 0,90          | 2,17             |
| Brokuły                      | 1,85          | 2,81             |
| Marchew gotowana             | 1,58          | 2,29             |
| Fasola                       | 1,02          | 4,21             |
| Ziemniaki w mundurkach       | 0,61          | 1,70             |
| Ziemniaki bez skórki         | 0,99          | 1,06             |
| Cebula                       | 0,71          | 1,22             |
| Szpinak                      | 0,77          | 2,43             |

## Skład
Dawniej błonnik kojarzony był z celulozą, a błonnik surowy stanowiła celuloza i hemicelulozy. Następnie wśród zespołu substancji zaliczanych do błonnika zaczęto wymieniać:
- celulozę,
- pektyny,
- hemicelulozy,
- ligninę,
- gumy roślinne[5].

Coraz częściej do składników błonnika pokarmowego jest zaliczana skrobia oporna.
W błonniku można wyróżnić składniki rozpuszczalne i nierozpuszczalne w wodzie:
- rozpuszczalne w wodzie:
  - pektyny,
  - obojętne hemicelulozy (o wysokim oraz niskim stopniu rozgałęzienia),
  - gumy (m.in. β-glukany),
  - śluzy roślinne,
  - polisacharydy algowe;
- nierozpuszczalne w wodzie:
  - celuloza,
  - hemicelulozy ekstrahowane z roztworów kwaśnych,
  - lignina,
  - składniki towarzyszące (kutyna, suberyna, krzemionka).

W medycynie i dietetyce używa się podziału funkcjonalnego na:
- błonnik pokarmowy – zawarty w produktach roślinnych,
- błonnik suplementarny (funkcjonalny) – wyizolowany z produktów naturalnych (w tym zwierzęcych np. chitozan), mający korzystny wpływ na zdrowie i jakość życia człowieka[1].

## Właściwości
Na początku błonnik był traktowany jako substancja balastowa, ze względu na małe wykorzystanie przez organizm. Współcześnie uważany jest za składnik diety mający korzystny wpływ na zdrowie i zapobiegający wielu chorobom, w tym nowotworom przewodu pokarmowego.
Błonnik przyczynia się m.in. do:
- mniejszego wchłaniania cholesterolu i trójglicerydów;
- obniżenia ciśnienia tętniczego krwi;
- spowolnienia rozkładu węglowodanów, obniżenia stężenia glukozy we krwi i obniżenia zapotrzebowania na insulinę;
- regulacji rytmu wypróżnień – przyspieszenie perystaltyki jelit i pasażu treści przez przewód pokarmowy, zwiększenie masy stolca, zapobieganie zaparciu – lignina, celuloza
- rozwoju korzystnych bakterii jelitowych – rola prebiotyczna;
- zmniejszenia uczucia głodu (pęcznieje w żołądku – głównie pektyna i celuloza);
- wiązania jonów sodu[1].

Jedną z jego cech jest zdolność do pęcznienia (polisacharydy i lignina). Spowodowane jest to absorpcją wody, na którą wpływa rozdrobnienie produktu oraz obróbka cieplna.
Ma także zdolność do wymiany kationów, która jest zależna od występowania grup fenolowych (obecnych we frakcji ligninowej) oraz karboksylowych (obecnych we frakcji pektynowej i hemicelulozowej). Największą zdolność przejawia frakcja pektynowa składająca się wyłącznie z kwasów uronowych.
Błonnik ma również właściwości takie jak: tworzenie żeli, wiązanie kwasów żółciowych i adsorpcja oleju.

## Wartość energetyczna
Dawniej sądzono, że błonnik nie podwyższa wartości energetycznej posiłku.
W zależności od przepisów obowiązujących w danym regionie lub woli producenta danej żywności, przyjmuje się, że kaloryczność błonnika jest zerowa, wynosi 2 kcal/g lub tyle ile zwykłe węglowodany, czyli 4 kcal/g. W Stanach Zjednoczonych przyjmuje się, że rozpuszczalny błonnik ma 4 kcal/g, ale nierozpuszczalny błonnik 0 kcal/g. W Polsce przyjmuje się, że kaloryczność błonnika to ok. 2 kcal/g.
Rozporządzenie Parlamentu Europejskiego i Rady UE z 25 października 2011 nałożyło od 13 grudnia 2016 włącznie na producentów żywności obowiązek przyjmowania, że kaloryczność błonnika wynosi 2 kcal/g. Według rozporządzenia do 12 grudnia 2016 włącznie informacje te mogły być przekazywane na zasadzie dobrowolności.

## Źródła błonnika

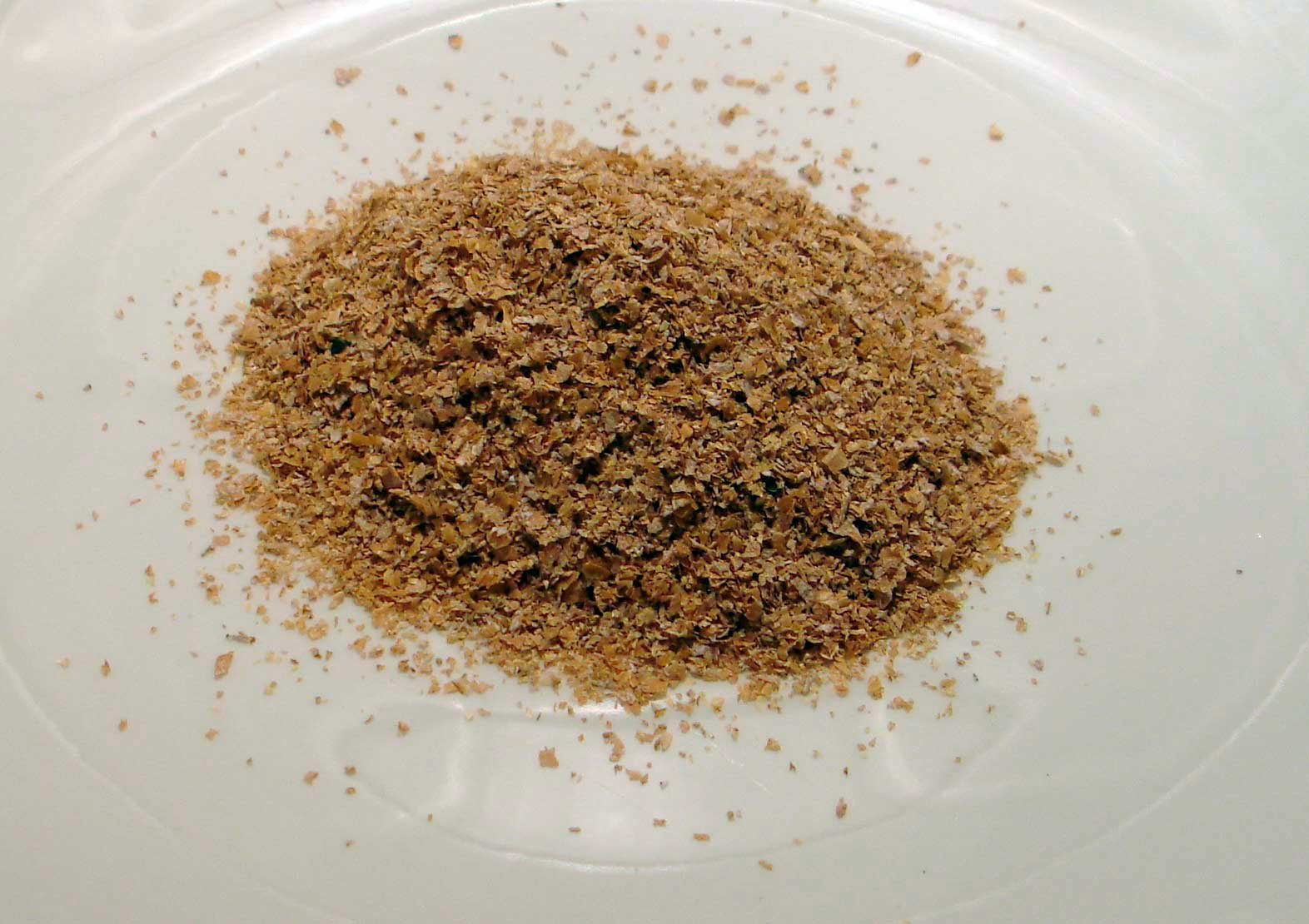
Otręby pszenne mają wysoką zawartość błonnika pokarmowego

Źródłem błonnika pokarmowego są m.in. warzywa, owoce, produkty zbożowe (otręby zbożowe, kasze, naturalne płatki zbożowe, musli, niełuskany ryż, pieczywo razowe i żytnie) i nasiona roślin strączkowych.
Błonnika nie zawierają m.in. mięso, mleko, jaja, alkohole, masło, oleje i inne produkty tłuszczowe.

## Wskazania i przeciwwskazania
Diety bogate w błonnik zalecane są przez lekarzy przy chorobach takich jak m.in.: otyłość, cukrzyca, miażdżyca i kamica żółciowa.
Przeciwwskazaniem do stosowania diety wysokobłonnikowej są m.in. stany zapalne żołądka, trzustki, dróg żółciowych i jelit (w tym nieswoiste zapalenia jelit), stany niedoboru białka i składników mineralnych, nieżyty przewodu pokarmowego, choroba wrzodowa żołądka i dwunastnicy oraz choroby zakaźne.

## Dawkowanie
Według Światowej Organizacji Zdrowia (WHO) dzienne spożycie błonnika u osób dorosłych powinno wynosić 20–40 g. Doprecyzowanie tych zaleceń stanowią wytyczne Instytutu Medycyny przy Narodowej Akademii Nauk Stanów Zjednoczonych (Institute of Medicine of the National Academy of Sciences (NAS)), ustalające odpowiednie dobowe spożycie błonnika na poziomie 14 g/1000 kcal.
Zbyt duże spożycie błonnika pokarmowego powoduje dolegliwości brzuszne takie jak wzdęcia, bóle brzucha (dotyczy to głównie roślin strączkowych) czy biegunki (w skrajnych przypadkach może dojść do podrażnienia jelit, a nawet ich niedrożności) oraz prowadzi do niedożywienia i niedoboru wapnia, żelaza i cynku.